# Pirckheimerstraße
Pirckheimerstraße ist der Name des statistischen Bezirks 08 in der Nürnberger Engeren Innenstadt nördlich der Kaiserburg.

## Geographie
Der Bezirk Pirckheimerstraße wird im Norden von Archiv-, Meuschel-, Maxfeldstraße, im Osten von der Bayreuther Straße, im Süden vom Vestnertorgraben/Maxfeldgraben und im Westen von der Bucher Straße begrenzt.
Der westliche Teil des statistischen Bezirks 08 liegt in der Gemarkung 3420 Gärten hinter der Veste, ein kleiner östlicher Teil in der Gemarkung 3419 Gärten bei Wöhrd.

## Geschichte
1873 entstand eine nördliche Tangentialstraße zwischen den Ausfallstraßen nach Erlangen und Heroldsberg, die nach dem Humanisten Willibald Pirckheimer benannt wurde. Von 1875 bis 1954 wurde in Untere, Mittlere und Oberer Pirckheimerstraße unterschieden.
Im Bezirk Pirckheimerstraße sind heute noch Gebäude aus der Gründerzeit vorhanden.